# Fabio Rossitto
Fabio Rossitto (21. září 1971 Aviano) je bývalý italský fotbalový útočník a trenér.

## Klubová kariéra
Do Udinese přišel v roce 1989. V klubu hrál osm let. V roce 1997 se stěhoval do Neapole, kde hrál dva roky. Za další dva roky přestoupil do Fiorentiny se kterou slavil vítězství v italském poháru. Také si s fialkami zahrál v LM. V roce 2002 se vrátil do Udinese. Poté hrál v belgickém klubu Beerschot. Kariéru zakončil v nižší soutěži v klubu Sacilese v roce 2007.

## Hráčská statistika
| Sezóna  | Klub       | Liga               | Liga   | Liga | Ligové poháry | Ligové poháry | Ligové poháry | Kontinentální poháry | Kontinentální poháry | Kontinentální poháry | Celkem | Celkem |
| Sezóna  | Klub       | Soutěž             | Zápasy | Góly | Soutěž        | Zápasy        | Góly          | Soutěž               | Zápasy               | Góly                 | Zápasy | Góly   |
| ------- | ---------- | ------------------ | ------ | ---- | ------------- | ------------- | ------------- | -------------------- | -------------------- | -------------------- | ------ | ------ |
| 1989/90 | Udinese    | Serie A            | 2      | 0    | IP            | 0             | 0             | -                    | 0                    | 0                    | 2      | 0      |
| 1990/91 | Udinese    | Serie B            | 21     | 0    | IP            | 2             | 0             | -                    | 0                    | 0                    | 23     | 0      |
| 1991/92 | Udinese    | Serie B            | 11     | 0    | IP            | 2             | 0             | -                    | 0                    | 0                    | 13     | 0      |
| 1992/93 | Udinese    | Serie A            | 32     | 1    | IP            | 2             | 0             | -                    | 0                    | 0                    | 34     | 1      |
| 1993/94 | Udinese    | Serie A            | 29     | 2    | IP            | 4             | 0             | -                    | 0                    | 0                    | 33     | 2      |
| 1994/95 | Udinese    | Serie B            | 31     | 1    | IP            | 2             | 0             | -                    | 0                    | 0                    | 33     | 1      |
| 1995/96 | Udinese    | Serie A            | 31     | 0    | IP            | 2             | 0             | -                    | 0                    | 0                    | 33     | 0      |
| 1996/97 | Udinese    | Serie A            | 31     | 0    | IP            | 1             | 0             | -                    | 0                    | 0                    | 32     | 0      |
| 1997/98 | Neapol     | Serie A            | 28     | 1    | IP            | 4             | 1             | -                    | 0                    | 0                    | 32     | 2      |
| 1998/99 | Neapol     | Serie A            | 25     | 1    | IP            | 2             | 0             | -                    | 0                    | 0                    | 27     | 1      |
| 1999/00 | Fiorentina | Serie A            | 26     | 0    | IP            | 4             | 0             | LM                   | 7                    | 0                    | 37     | 0      |
| 2000/01 | Fiorentina | Serie A            | 18     | 0    | IP            | 4             | 0             | UEFA                 | 1                    | 0                    | 23     | 0      |
| 2001/02 | Fiorentina | Serie A            | 3      | 0    | IP+IS         | 2+0           | 0             | UEFA                 | 1                    | 0                    | 6      | 0      |
| 2002/03 | Udinese    | Serie A            | 19     | 0    | IP            | 0             | 0             | -                    | 0                    | 0                    | 19     | 0      |
| 2003/04 | Udinese    | Serie A            | 6      | 0    | IP            | 2             | 0             | -                    | 0                    | 0                    | 8      | 0      |
| 2004/05 | Beerschot  | Jupiler Pro League | 11     | 0    | BP            | 1             | 0             | -                    | 0                    | 0                    | 12     | 0      |
| 2005    | Benátky    | Serie B            | 9      | 1    | IP            | 0             | 0             | -                    | 0                    | 0                    | 9      | 1      |
| Celkově | Celkově    | Celkově            | 333    | 7    | -             | 34            | 1             | -                    | 9                    | 0                    | 376    | 8      |

## Reprezentační kariéra
Jediné utkání za reprezentaci odehrál 1. června 1996 proti Maďarsku (2:0). Poté dostal pozvánku na ME 1996.

## Hráčské úspěchy

### Klubové
- 1× vítěz italského poháru (2000/01)

### Reprezentační
- 1× na ME (1996)
- 1× na ME U21 (1994 - zlato)